# Дорога на Балі
«Дорога на Балі» (англ. Road to Bali) — музична кінокомедія режисера Гела Волкера, що вийшла на екрани в 1952 році.

## Зміст

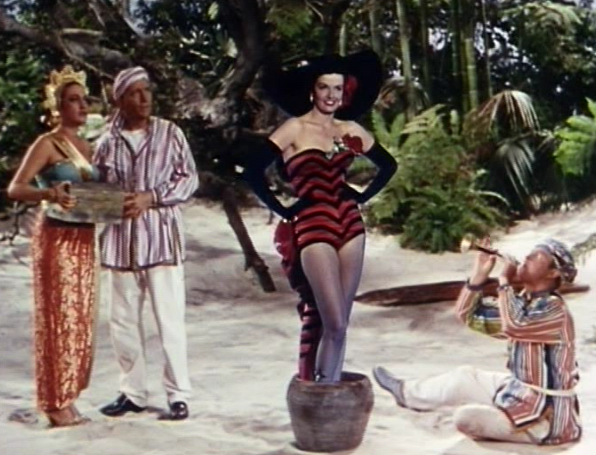
Дороті Ламур, Бінг Кросбі, Джейн Расселл і Боб Гоуп у фільмі «Дорога на Балі»

Двоє героїв цієї картини, Боб і Бінг, залишають цивілізовані краї, тому що в протилежному випадку їх вільному життю настане кінець, а почнеться зовсім інше, з дружинами, до чого хлопці поки явно не готові. Вони влаштовуються нирцями, і одного разу доля закидає їх на острів поблизу Балі, де друзям належить познайомитися з принцесою і знайти справжні скарби.

## Ролі
| Актор        | Роль |
| ------------ | ---- |
| Бінг Кросбі  | -    |
| Боб Гоуп     | -    |
| Дороті Ламур | -    |
| Мервін Вай   | -    |
| Пітер Коу    | -    |
| Ральф Муді   | -    |

## Знімальна група
- Режисер — Гел Волкер
- Сценарист — Френк Батлер, Гел Кантер, Вільям Морроу
- Продюсер — Деніел Дарі, Гаррі Тадженд
- Композитор — Джозеф Дж. Ліллей